# New York Press
Le New York Press est un journal hebdomadaire gratuit de New York. Il est le principal concurrent du Village Voice. Le New York Press a été fondé en avril 1988 et était à l'origine un journal à tendance conservatrice et libérale. Son nombre de lecteurs n'a cessé d'augmenter depuis sa création, ce qui a contraint son rival The Village Voice à devenir gratuit lui aussi. L'hebdomadaire a cessé de paraître en septembre 2011.